# 越智啓太
越智 啓太（おち けいた、1965年 - ）は日本の犯罪心理学者。臨床心理士。法政大学教授。

## 人物・来歴
横浜市出身。1992年学習院大学大学院人文科学研究科心理学専攻博士前期課程修了。92年警視庁科学捜査研究所、2001年東京家政大学文学部助教授、2005年法政大学文学部助教授、07年准教授、08年教授。
犯罪捜査への心理学の応用を専門とし、特に大量・連続殺人、ドメスティックバイオレンス、テロリズム、サイバー犯罪などの研究をしている。

## 著作
- 『犯罪捜査の心理学 プロファイリングで犯人に迫る』Dojin選書 化学同人、2008.5　のち文庫
- 『犯罪心理学がよ～くわかる本 人が犯罪に走る理由を解明する ポケット図解』秀和システム、2009.3
- 『Progress & Application犯罪心理学』サイエンス社、2012.3
- 『美人の正体 外見的魅力をめぐる心理学』実務教育出版、2013.9
- 『ケースで学ぶ犯罪心理学』[1]（北大路書房）
- 『つくられる偽りの記憶 あなたの思い出は本物か?』DOJIN選書 化学同人、2014.11
- 『恋愛の科学 出会いと別れをめぐる心理学』実務教育出版、2015.7
- 『犯罪捜査の心理学 凶悪犯の心理と行動に迫るプロファイリングの最先端』 (ワードマップ)新曜社、2015.12
- 『Progress & application司法犯罪心理学』サイエンス社、2020.9
- 『すばらしきアカデミックワールド オモシロ論文ではじめる心理学研究』北大路書房、2021.12

### 共編著
- 『自伝的記憶の心理学』佐藤浩一,下島裕美共編著　北大路書房、2008.9
- 『心理学の「現在」がわかるブックガイド』徳田英次,荷方邦夫, 望月聡共著, 服部環 監修　実務教育出版、2011.4
- 『法と心理学の事典 犯罪・裁判・矯正』藤田政博,渡邉和美共編　朝倉書店、2011.5
- 『心理学 こころと行動のメカニズムを探る』編著　樹村房、2012.1
- 『記憶心理学と臨床心理学のコラボレーション』杉山崇,丹藤克也共編著　北大路書房、2015.11
- 『心理学ビジュアル百科 基本から研究の最前線まで』編　創元社、2016.9
- 『テキスト司法・犯罪心理学』桐生正幸共編著　北大路書房、2017.7
- 『高齢者の犯罪心理学』編著　誠信書房、2018.9
- 『意識的な行動の無意識的な理由』(心理学ビジュアル百科 認知心理学編)編　創元社、2018.10
- 『テロリズムの心理学』編著　誠信書房、2019.8
- 『セキュリティの心理学 組織・人間・技術のマネジメント』氏田博士,福澤寧子, 福田健共著　海文堂出版、2019.11
- 『私たちはなぜ傷つけ合いながら助け合うのか』 (心理学ビジュアル百科 社会心理学編) 編　創元社、2022.9

### 翻訳
- カール・サバー『子どもの頃の思い出は本物か 記憶に裏切られるとき』雨宮有里, 丹藤克也共訳　化学同人、2011.5
- 米国戦略諜報局『サボタージュ・マニュアル 諜報活動が照らす組織経営の本質』監訳・解説, 国重浩一訳　北大路書房、2015.7
- R.M.ガルフォード, B.フリッシュ, C.グリーン『アンチ・サボタージュ・マニュアル 職場防衛篇』監訳, 国重浩一, バーナード紫訳　北大路書房、2018.1